# Alberto Cola (pilota automobilistico)
Alberto Cola (Monza, 28 novembre 1986) è un pilota automobilistico italiano.
Ha partecipato con ottimi risultati in varie categorie, tra cui Formula e GT.

## Biografia
Figlio d'arte del rallista Alessandro Cola (campione italiano di rally nel 1978 su Lancia Stratos), ha debuttato all'età di 15 anni nella categoria Easykart, nella quale si è confermato campione italiano nel 2006 e conquistando due podi nella finale mondiale.
Nel 2007 ha debuttato nel mondo delle Formula attraverso la categoria Formula Monza 1.6, conquistando il titolo italiano lo stesso anno e vincendo la sua prima gara sul circuito di casa (Monza). Lo stesso anno conquista anche il titolo nel trofeo invernate austriaco di Formula Renault 2000 Archiviato il 26 maggio 2016 in Internet Archive., categoria nella quale si cimenterà nei seguenti 3 anni.
Nel 2010 firma un contratto con Audi Sport Italia e Hop Mobile per partecipare come pilota ufficiale al campionato International Superstars Series su Audi RS4, nel quale si conferma campione del mondo Rokie.
Nel 2011 partecipa ad alcune gare nel campionato italiano GT su Audi R8 LMS. 
Negli anni seguenti passa ai campionati monomarca, dove ottiene ottimi risultati internazionali nel Supertrofeo Lamborghini. Diventa campione europeo Single Driver nel Maserati Word Series Archiviato il 1º maggio 2016 in Internet Archive. e campione italiano nella Mitjet Italian Series.
Attualmente ha fondato la società AC corse e lavora come personal coach e istruttore per importanti team di Ferrari Challenge.
Dal 2006 al 2012 ha lavorato come pilota, istruttore, stuntman e coach per le case Audi Sport Italia e Lamborghini, dal 2010 al 2014 come istruttore e Sales Manager presso Puresport S.r.l.
Nel 2011 l'azienda tedesca RipStyle Brand crea una linea di scarpe sportive firmate "Alberto Cola".
Oltre a lavorare nel mondo delle corse ha lavorato per diversi anni per importanti case di moda in qualità di personal driver, in particolare nel 2009 per la super modella (angelo di Victoria's Secret) Karlie Kloss, Karmen Pedaru e negli ultimi anni Lindsey Wixson.
Appassionato di natura sottomarina, pesca, vela, apnea e immersioni è attualmente istruttore subacqueo CMAS.

## Risultati sportivi
2016
Debutto e Pole Position nel campionato Ferrari Challenge a Le Mans
1º classificato al Motorshow di Bologna nella classe NASCAR Euro Series
2015

1º classificato Mitjet Italian Series
2014
2º classificato Mitjet International Trophy Vallelunga
1º classificato Single Driver Cup Trofeo Maserati European Series Archiviato il 1º maggio 2016 in Internet Archive.
3º classificato Trofeo Maserati European Series Archiviato il 1º maggio 2016 in Internet Archive.
2013
Debutto nel campionato Maserati MC World Series Archiviato il 1º maggio 2016 in Internet Archive.
3º classificato nella gara di Paul Ricard
1º classificato nella gara del Nurburgring
2º classificato nella gara di Silverstone
3º classificato nella gara di Shanghai
2012
Debutto nel campionato Europeo Lamborghini SuperTrofeo 
4º classificato nel campionato Europeo Lamborghini SuperTrofeo
2011
Pilota ufficiale Audi Italia e debutto nel campionato ITA GT su Audi R8 GT3
3º classificato nella gara di Misano
3º classificato nella 24 ore d'Italia Karting a Jesolo
4º classificato nel Motorshow di Bologna su Lamborghini Gallardo Supertrofeo
2010
Debutto come pilota ufficiale Audi Sport Italia nel campionato internazionale Superstars su Audi RS4 
1º classificato nel campionato Rookie Superstars 
1º classificato nel campionato Senior Car Superstars
4º classificato nel campionato internazionale Superstars 
1º classificato nella gara di Vallelunga
2º classificato nella finale internazionale Superstars di Johannesburg
2009
8º classificato nel campionato svizzero (Europa) Formula renault 2000 Archiviato il 26 maggio 2016 in Internet Archive.
4º classificato nella finale di campionato a Monza Formula renault 2000 Archiviato il 26 maggio 2016 in Internet Archive.
3º classificato nel motor show di Bologna su Renault 2000
2008
Debutto nel campionato svizzero (Europa) Formula renault 2000 Archiviato il 26 maggio 2016 in Internet Archive.
10º classificato nel campionato svizzero (Europa) http://www.renaultsportitalia.it/campionato/f-renault-2-0-alps/
2º classificato nella 24 ore d'America karting Florida
2007
6 vittorie su 6 gare disputate nel campionato italiano 125cc Easykart
Debutto nel trofeo formula monza 1.6
1º classificato nel trofeo formula monza 1.6
1º classificato nel trofeo Lele forever formula monza 1.6
2º classificato nel campionato FIA Energia Alternativa
1º classificato nel campionato italiano endurance kart business series
Debutto in formula renault 2000 trofeo invernale Austria
1º classificato nel trofeo invernale Austria renault 2000
1º classificato nel campionato austriaco renault 2000
2006
1º classificato area nord ovest 125cc easykart
2º classificato area nord est 125cc easykart
1º classificato ranking nazionale 125cc easykart
3º classificato finale internazionale 125cc easykart
2005
1º classificato area centro 125cc easykart
2º classificato ranking nazionale 125cc easykart
3º classificato finale internazionale 125cc easykart
2004
debutto nel campionato italiano easykart 125cc
1992-2004
partecipazione amatoriale di gare cross, enduro e supermotard